# Zátiší (Praha)
Zátiší je vilová čtvrť v údolí Zátišského potoka v Praze. Vznikla v poslední čtvrtině 19. století jako sezonní rekreační osada Pražanů. Do roku 1921 byla součástí obce Modřany, k 1. lednu 1922 byla připojena ke katastrálnímu území Hodkovičky a i s ním připojena k Praze.

## Historie

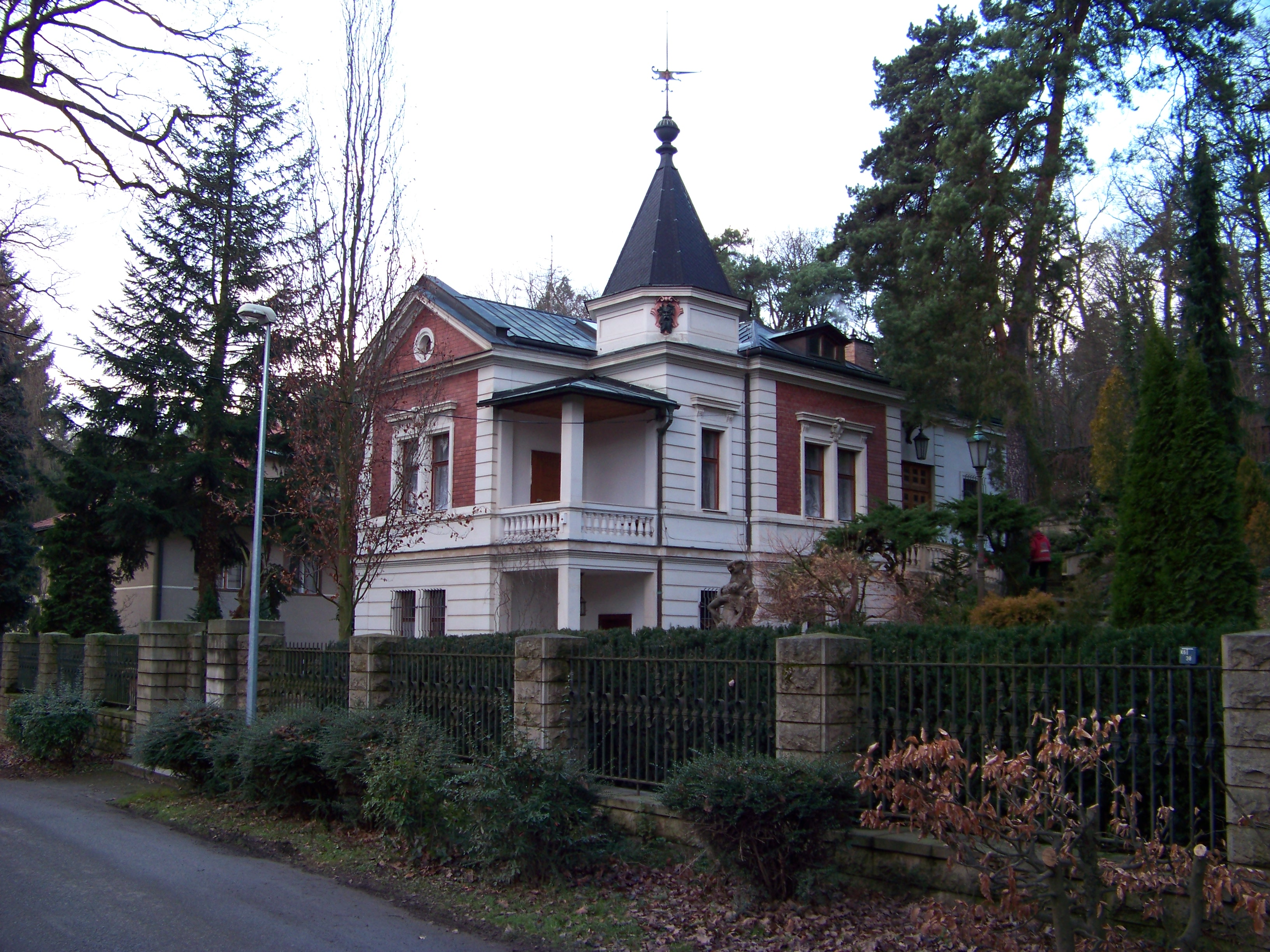
Vila č. p. 67, V lučinách 9

Na mapách byla oblast jižně od Zátišského potoka označována jako „Nad koňskou loukou“. V oblasti „Kučerův háj“ byla restaurace Zátiší. Byla v myslivně pana Jiřího Raaba a nazývala se dříve „V myslivně“ a byla otevřena 1.5.1887.
Dříve než se osada nazývala Zátiší, tak se také nezývala „Klánov“.
Oblast se koncem 19. století stala oblíbeným výletním místem Pražanů, ti si zde stavěli rekreační vily a vzniklo zde i mnoho restaurací, například restaurace s názvem V zátiší, od níž se zřejmě název přenesl na celou osadu. Jedná se zejména o oblast dnešních ulic V Zátiší (název od roku 1925), V lučinách (pojmenovaná 1952) a Na dlouhé mezi, ale až do roku 1938 se název ulice V Zátiší vztahoval i na dnešní ulici V mokřinách, vedoucí až k centru Hodkoviček.
V roce 1899 charakterizoval učitelský kolektiv autorů Zátiší jako nedávno vzniklou roztomile položenou letní vilovou čtvrť s úhlednými i skvostnými budovami a restauracemi, která se stala milým útulkem Pražanů příjemnými procházkami ve svěží zeleni luk.
V roce 1929 jsou v osadě uváděny Šubert-Rücklovy sluneční lázně, hotel Jiroušek, restaurace v Myslivně (u Rytířů), restaurace u Korostenských, rybník a farma.

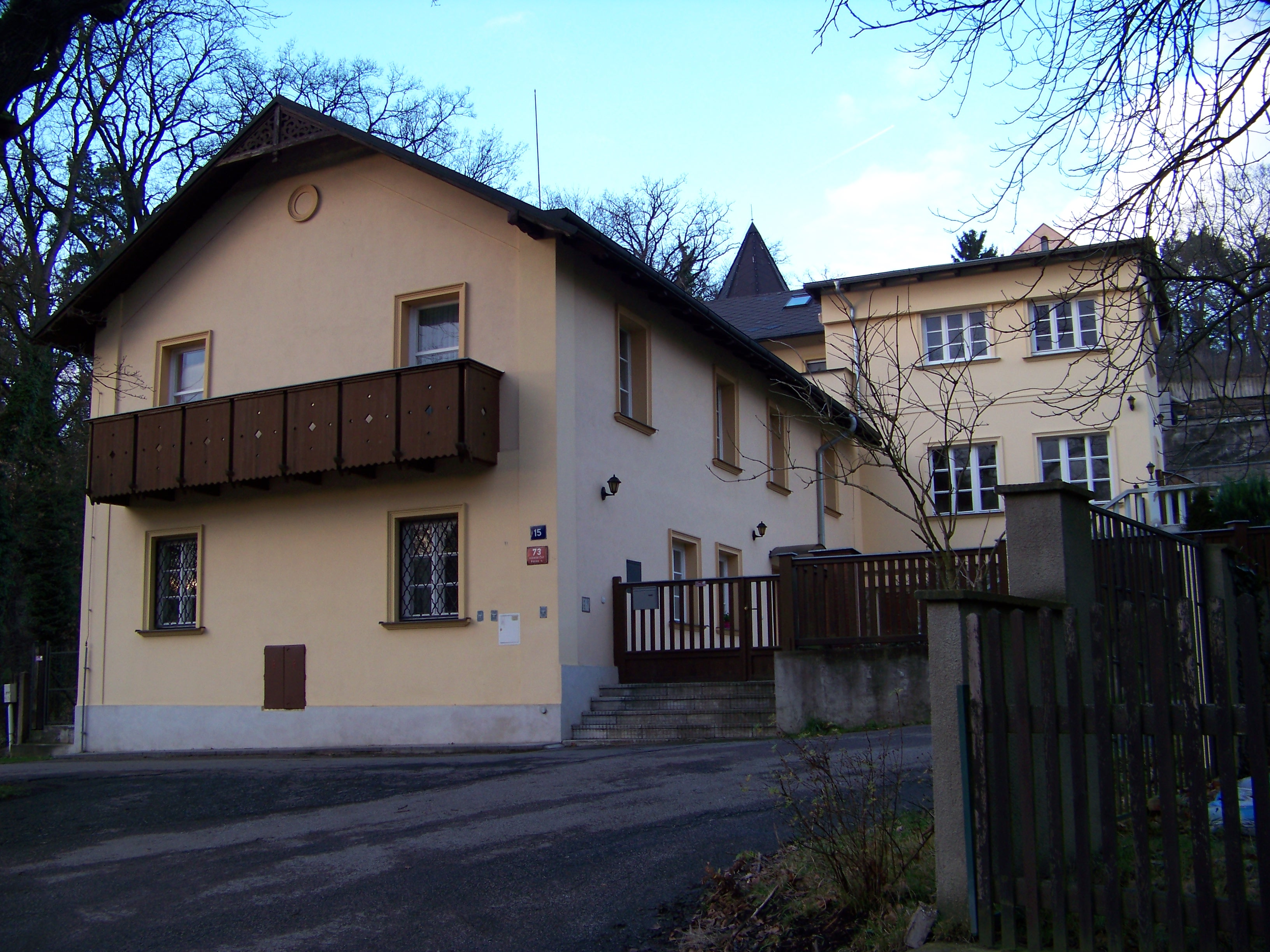
Dům V lučinách 73/15, bývalá restaurace U Zlatého bažanta

## Doprava
Hoteliér ze Zátiší František Jiroušek zavedl v únoru 1927 autobusovou linku z Jungmannova náměstí do Zátiší. V roce 1929 získal licenci pro linku Braník–Hodkovičky a později jezdil také až do Modřan. V současné době přímo do centra Zátiší veřejná doprava nejezdí, ale autobusová linka 121 jezdí po blízké Klánově ulici; nejbližší zastávka nese název Klánova, o dvě zastávky východněji leží v ulici Nad koupadly i zastávka s názvem V Zátiší. Ve směru od Modřan je přístup například od zastávky Zátišská.

## Významné objekty

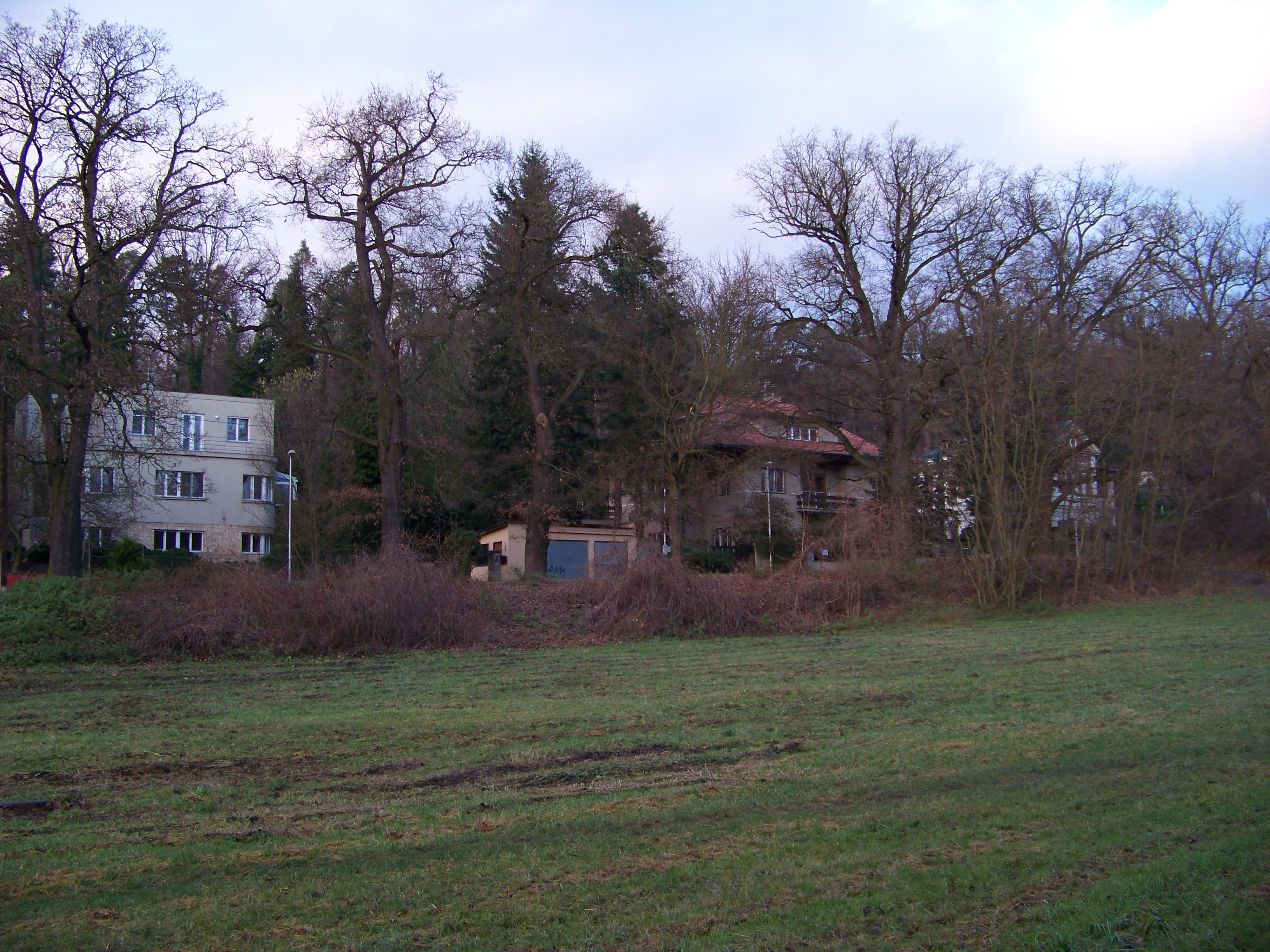
Památné stromořadí dubů letních v ulici V lučinách

Na západním konci Zátiší se v ulici Na dlouhé mezi č. o. 19 nachází Diagnostický ústav a Středisko výchovné péče Hodkovičky, zaměřený na psychosociální problémy zejména dívek ve věku 15–18 let, včetně mladistvých matek. Dříve to byla Koudelkova restaurace v Myslivně a na západ přistavený hotel Jiroušek.
Ačkoliv jižní hranici Hodkoviček s Kamýkem tvoří ulice Na dlouhé mezi a navazující úsek ulice V lučinách, takže Zátišský potok a louky v jeho nivě již patří ke Kamýku, tradičně jsou považovány za součást Hodkoviček i Zátiší. Na území Kamýku leží i retenční nádrž Hodkovičky, v těsné blízkosti prvních vil v Zátiší. Na hranici Hodkoviček a Kamýku podél ulice V lučinách, mezi retenční nádrží Hodkovičky a bývalou restaurací U Zlatého bažanta, stojí chráněné památné stromořadí dubů letních, které nechal kolem roku 1880 vysadit továrník Hans Kropf, původem z Děčína, též majitel nedaleké zdobné vily Lalotta. Manželka Pavla Kropfová koupila statek Lhotka. Hans Kropf zemřel roku 1911.
Adresu v Hodkovičkách uvádí i soukromé sanatorium pro léčbu neplodnosti „Pronatal“ (v objektu bývalých Rücklovo léčebných slunečních lázní), ležící na levém břehu Zátišského potoka na území Kamýku; přístup do něj je přes Zátiší slepou odbočkou z ulice Na dlouhé mezi.

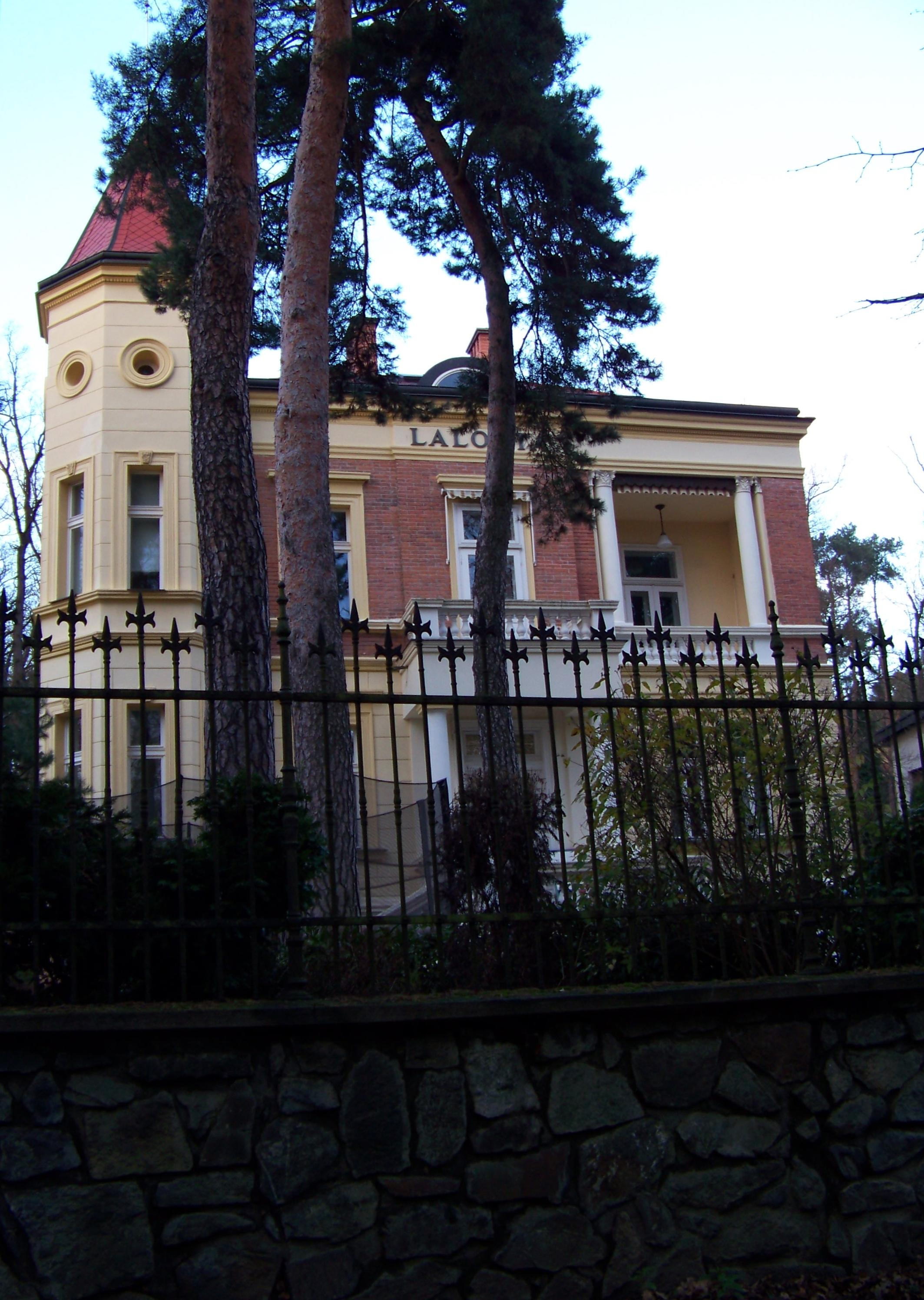
Na dlouhé mezi 59/11, vila Lalotta
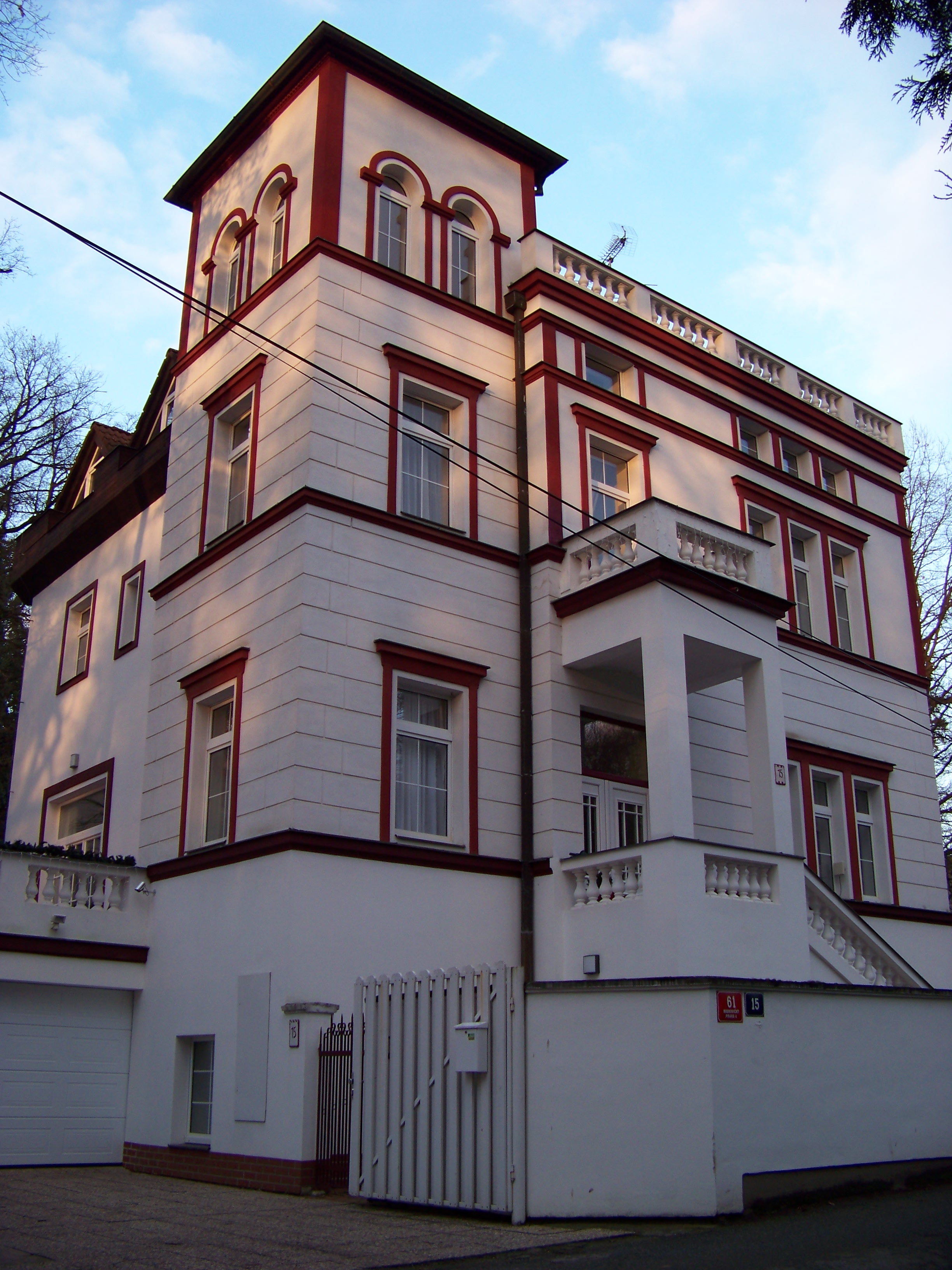
Na dlouhé mezi 61/15
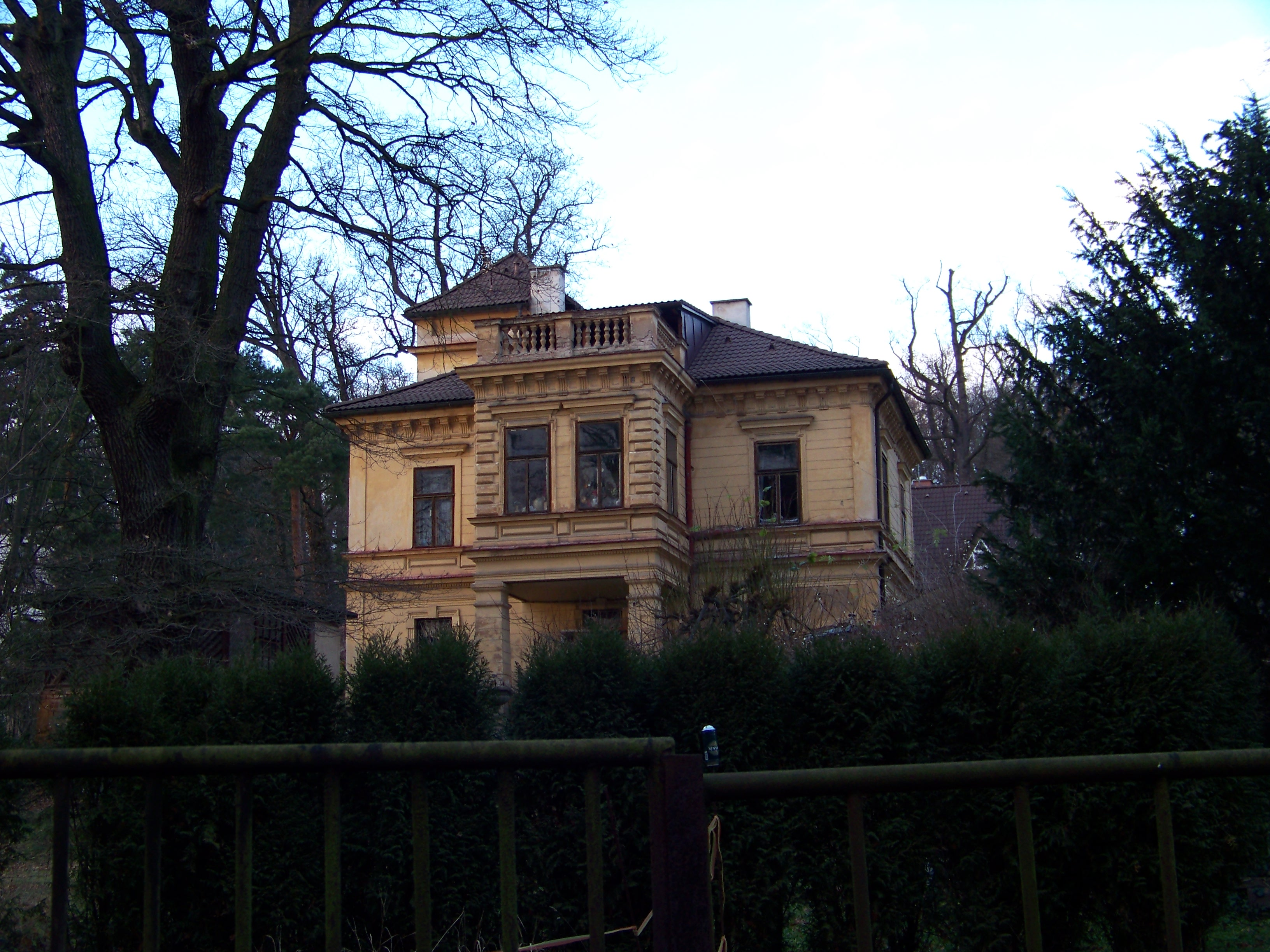
Na dlouhé mezi 66/3
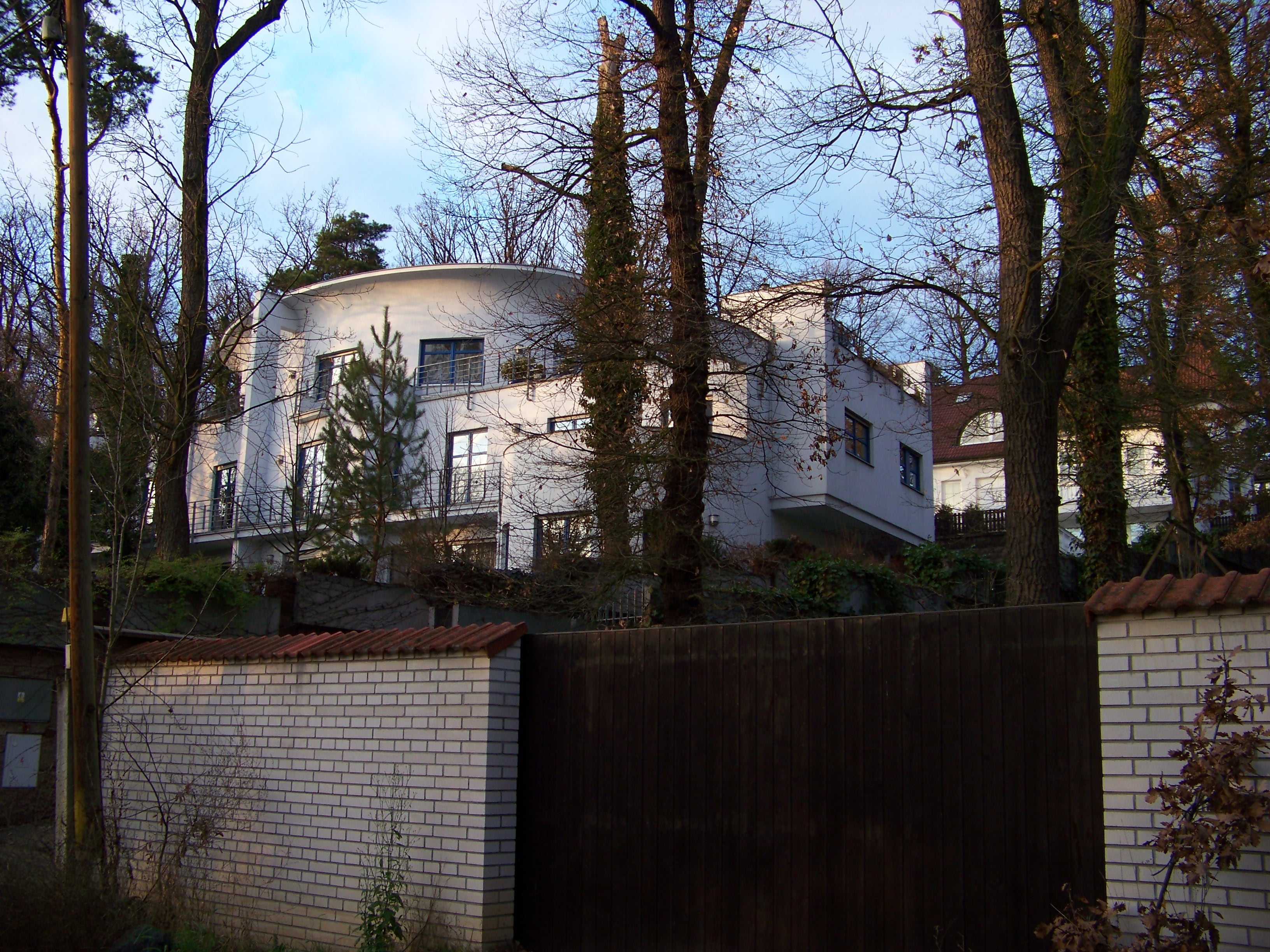
V Zátiší, dvojvila 520/23 a 521/25
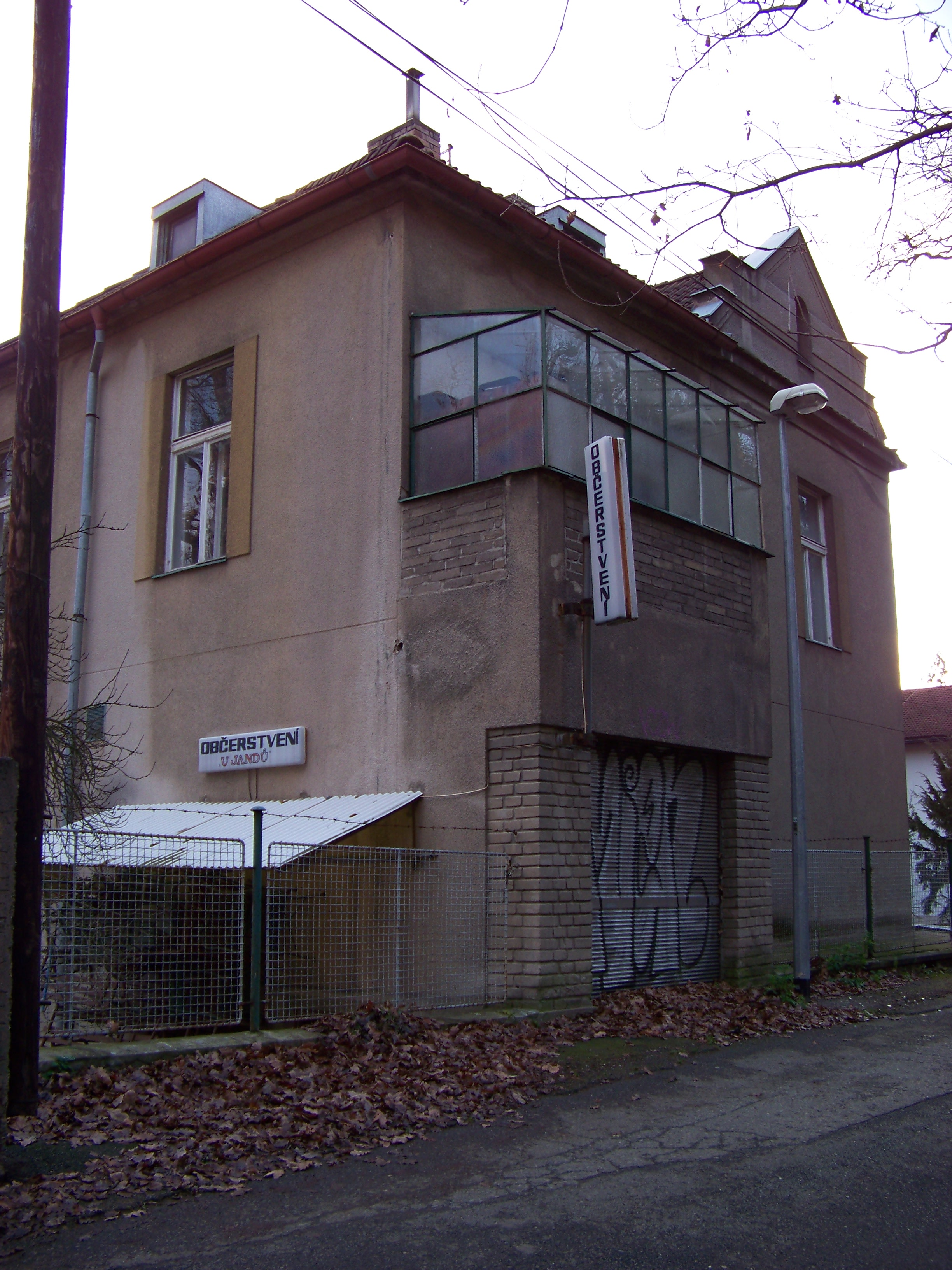
V Zátiší 54/10, bývalé občerstvení U Jandů, zřejmě poslední prodejna potravin v Zátiší
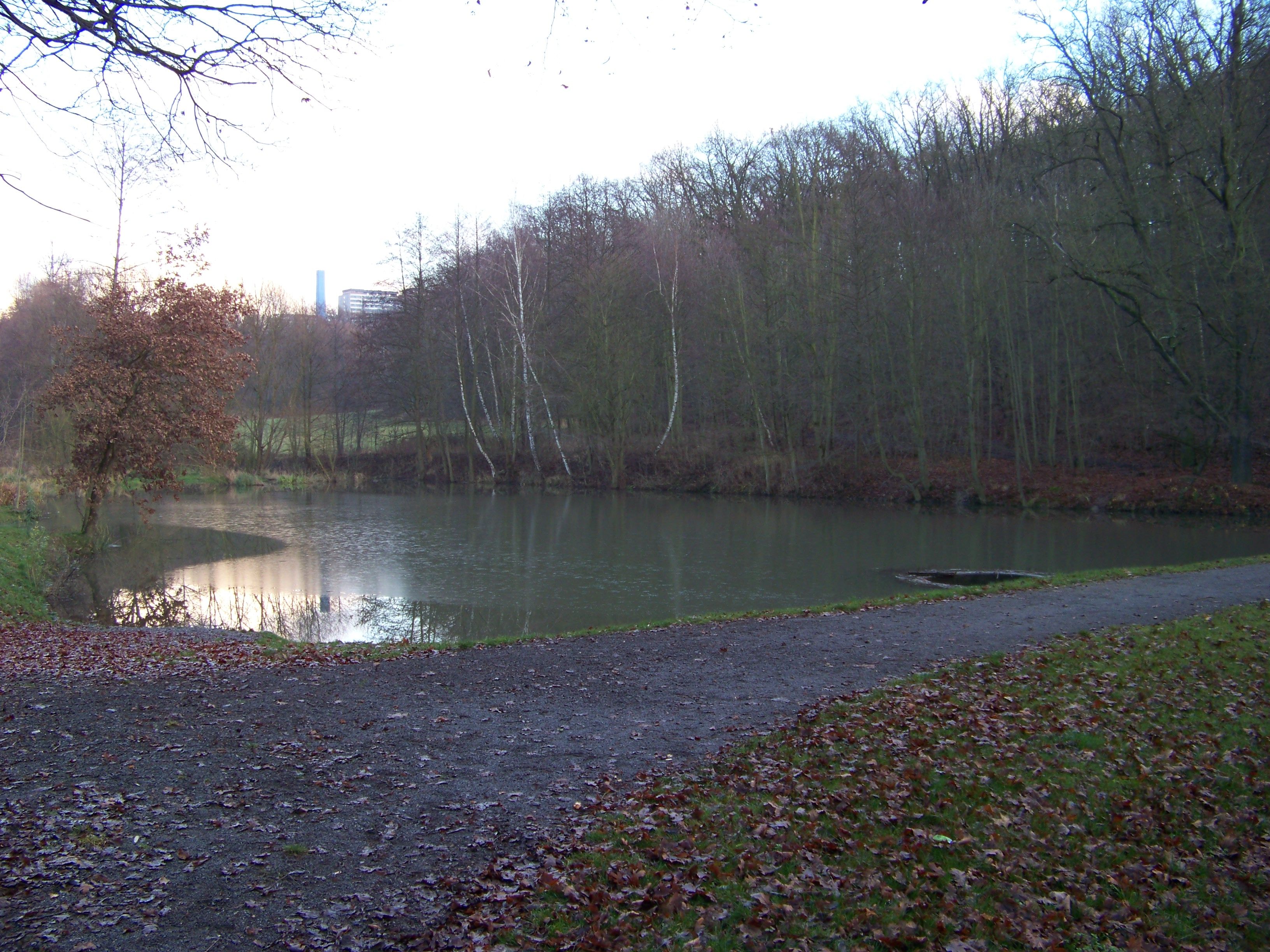
Retenční nádrž Hodkovičky